# Sisyphus
Genre
Sisyphus (les sisyphes) est un genre de scarabées bousiers composé de plus de 90 espèces. Les adultes sont caractérisés par leurs longues pattes postérieures.

## Répartition
L'aire de répartition de ce genre est très vaste : Afrique, Eurasie, Asie, Amérique Centrale et en Australie.

## Seule espèce européenne
Selon Fauna Europaea (28 nov. 2016) :
- Sisyphus schaefferi (Linnaeus, 1758)